# Mouhamed Belkheir
Mouhamed Menaour Belkheir (Parijs, 2 januari 1999) is een Algerijns-Frans voetballer die sinds 2024 uitkomt voor RAAL La Louvière.

## Carrière
Belkheir sloot zich als tiener aan bij de jeugdopleiding van Hellas Verona. Daar werd hij later opgepikt door Internazionale. Via Brescia Calcio belandde hij in 2019 bij Torino FC, dat hem in het seizoen 2019/20 uitleende aan de Portugese derdeklasser AD Sanjoanense. Ook in de drie daaropvolgende seizoenen speelde Belkheir in Portugal: eerst een seizoen bij tweedeklasser, Leixões SC vervolgens twee seizoenen bij reeksgenoot UD Vilafranquense.
In de zomer van 2023 ondertekende Belkheir een tweejarig contract met optie op een extra seizoen bij de Nederlandse eredivisionist Fortuna Sittard. Op 26 augustus 2023 deed hij bij zijn officiële debuut voor de club als invaller meteen de netten trillen tegen Excelsior Rotterdam. Hiermee hielp hij de club aan een 2-2-gelijkspel. Een week later kreeg hij tegen AFC Ajax zijn eerste basisplaats van trainer Danny Buijs. Het was meteen ook zijn laatste basisplaats van het seizoen: in de overige dertien competitie- en vier bekerwedstrijden waarin hij dat seizoen nog in actie kwam, was hij telkens invaller. Op 8 oktober 2024 kreeg Belkheir een rode kaart tegen FC Twente nadat de VAR vaststelde dat de Franse Algerijn een harde overtreding had begaan op doelman Lars Unnerstall. Hiervoor zou Belkheir normaal een schorsing van drie wedstrijden (waarvan één voorwaardelijk) hebben gekregen, maar dit werd in beroep teruggezet tot twee wedstrijden.
Na zijn debuutseizoen bij Fortuna Sittard leende de Nederlandse club hem voor een seizoen uit aan RAAL La Louvière, dat in het seizoen daarvoor kampioen was geworden in Eerste nationale. Ook bij deze club deed Belkheir in zijn eerste officiële wedstrijd de netten trillen: op de openingsspeeldag van de Challenger Pro League scoorde hij tegen Francs Borains het enige doelpunt van de wedstrijd. De aanvaller groeide meteen uit tot een vaste waarde bij La Louvière en scoorde dat seizoen veertien competitiedoelpunten. Zijn veertiende competitiegoal leverde La Louvière op de slotspeeldag van de reguliere competitie in extremis een 1-2-zege bij Lommel SK op, waardoor de Henegouwers alsnog tweede eindigden en rechtstreekse promotie naar de Jupiler Pro League afdwongen. Belkheir eindigde het seizoen zo als vicetopschutter van de competitie (weliswaar samen met Lennart Mertens), want Jelle Vossen, die voor aanvang van de slotspeeldag ook aan veertien competitiegoals zat, scoorde diezelfde avond nog zijn vijftiende van het seizoen. Een kleine week na de promotie naar de Jupiler Pro League maakte Belkheir op definitieve basis de overstap naar La Louvière.